# Municipio de Gid
El municipio de Gid (en inglés: Gid Township) es un municipio ubicado en el condado de Izard en el estado estadounidense de Arkansas. En el año 2010 tenía una población de 296 habitantes y una densidad poblacional de 5,5 personas por km².

## Geografía
El municipio de Gid se encuentra ubicado en las coordenadas 35°59′3″N 91°51′23″O / 35.98417, -91.85639. Según la Oficina del Censo de los Estados Unidos, el municipio tiene una superficie total de 53.85 km², de la cual 53,85 km² corresponden a tierra firme y (0 %) 0 km² es agua.

## Demografía
Según el censo de 2010, había 296 personas residiendo en el municipio de Gid. La densidad de población era de 5,5 hab./km². De los 296 habitantes, el municipio de Gid estaba compuesto por el 96,28 % blancos, el 1,01 % eran amerindios, el 0,68 % eran asiáticos y el 2,03 % eran de una mezcla de razas. Del total de la población el 0,34 % eran hispanos o latinos de cualquier raza.